# Front Line (videogioco 1984)
Front Line è un videogioco di tipo sparatutto, pubblicato nel 1984 per Commodore 64 da Interceptor Software, in cui si controlla un carro armato.

## Modalità di gioco
Si controlla il carro armato in un ambiente a scorrimento libero in tutte le direzioni, con visuale dall'alto, che rappresenta una grande isola in mano al nemico, al quale bisogna sottrarre dei depositi di rifornimenti, sotto forma di oggetti da raccogliere.
Lo scenario contiene vari elementi di paesaggio non distruttibili, come alberi, strade, ponti e molte mine. Il nemico dispone di postazioni di artiglieria non distruttibili, carri armati, aerei ed elicotteri, anche dotati di proiettili inseguitori.
Il carro armato può muoversi nelle otto direzioni e sparare con munizioni limitate; la particolarità del sistema di fuoco è che, dopo aver sparato, più si tiene premuto il pulsante più il colpo arriva lontano, e il proiettile esplode non appena si rilascia il pulsante (o si colpisce qualcosa).
C'è una sola vita ma una certa quantità di energia. Raccogliendo i rifornimenti si ricaricano l'energia e le munizioni.